# Prečna trebušna mišica
Prečna trebušna mišica (latinsko musculus transversus abdominis) teče s črevničnega grebena in zadnjih reber ter se končuje v rektusovi ovijalki. Oživčuje jo živec intercostales (T7 - T12).
Zgornji del prečne trebušne mišice poteza rebra medialno in oži prsni koš - je ekspiratorna mišica. Spodnji del mišice zmanšuje premer trebušne votline, potiska trebušne organe.